# Opération Malta Due
Campagne de la Méditerranée (1940-1945)
Batailles
Siège de Malte :
L'Opération Malta Due est une opération de sabotage effectuée par la Xe Flottiglia MAS (ou DECIMA MAS) contre le port et la base navale de La Vallette des forces militaires britanniques situées à Malte, une des nombreuses opérations du Siège de Malte durant la Seconde Guerre mondiale.
L'attaque a été lancée par une équipe des forces spéciales de la DECIMA MAS, une unité d'assaut à bord de bateaux explosifs (MTM) et de Siluro a Lenta Corsa (SLC), contre les installations portuaires de l'île. L'opération a échoué, tuant un nombre important de commandos navals italiens, y compris l'un des organisateurs et fondateurs de l'opération Teseo Tesei.

## Reconnaissance
Partant de la base navale d'Augusta, deux MAS dirigés par le capitaine de frégate Vittorio Moccagatta effectuèrent une reconnaissance le 25 mai 1941 jusqu'à 4 miles du fort de La Valette. L'Opération Malta Uno était alors prévue pour le 30 mai, mais le peu de navires dans le port, détecté par une reconnaissance aérienne, a reporté l'opération au 28 juin, pour être à nouveau reportée en juillet.

## Opération

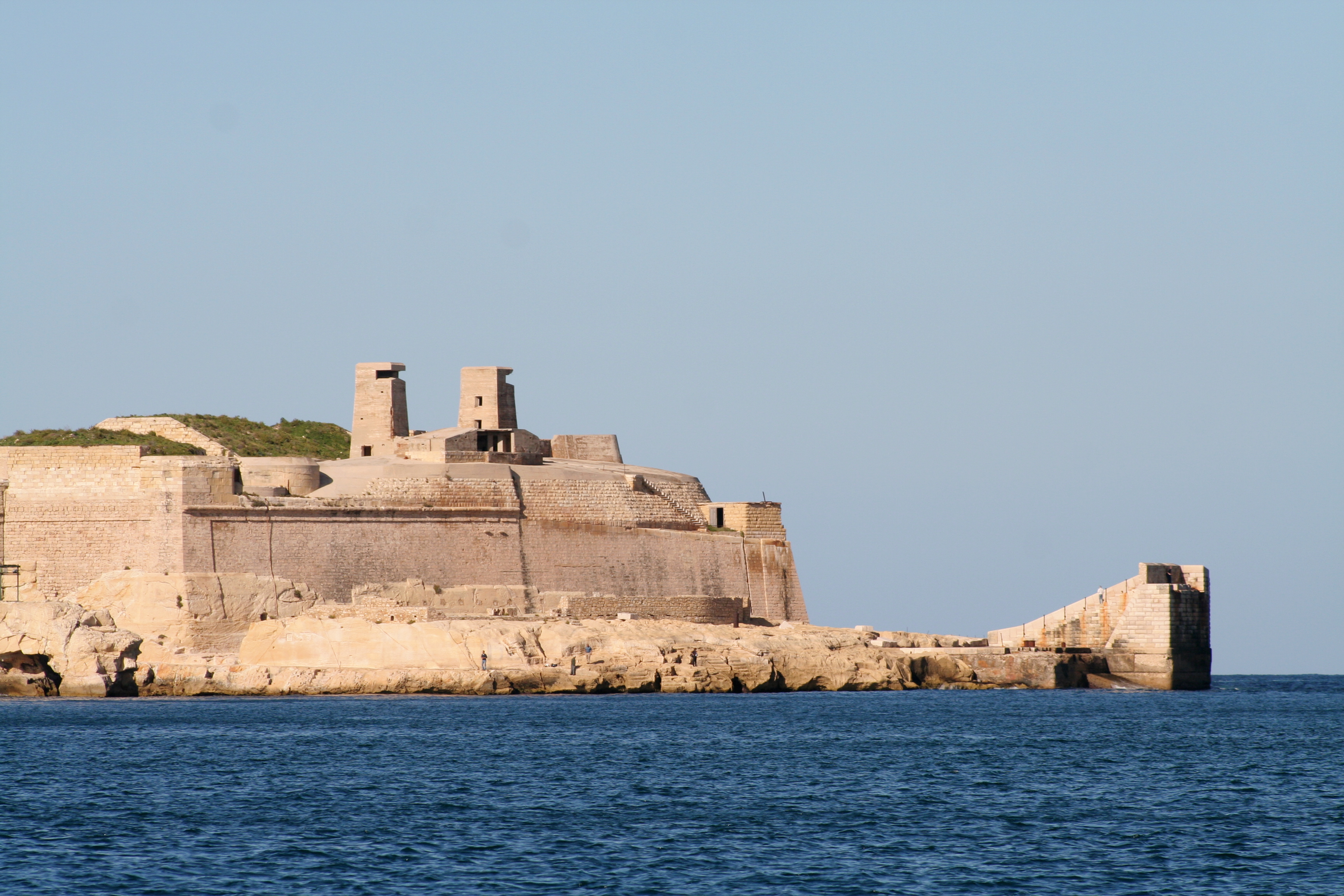
Le Fort Saint-Elme (Malte) aujourd'hui.

En juillet 1941, l'action ambitieuse contre Malte, baptisée Malta Due, est opérationnelle avec deux MAS, qui ont quitté Augusta dans la soirée du 25 juillet. Le 26 juillet, la DECIMA MAS a tenté d'attaquer la possession anglaise depuis le navire de soutien Diana avec le 451 du sous-lieutenant Giorgio Sciolette et le 452 sous les ordres du lieutenant Giobatta Parodi (transportant à bord le capitaine Moccagatta et le capitaine médical Bruno Falcomatà), accompagnés d'un grand groupe de bateaux explosifs M.T.M. (avec Fiorenzo Capriotti à bord, fait prisonnier au combat et décoré de la médaille d'argent de la bravoure militaire) et deux SLC. 

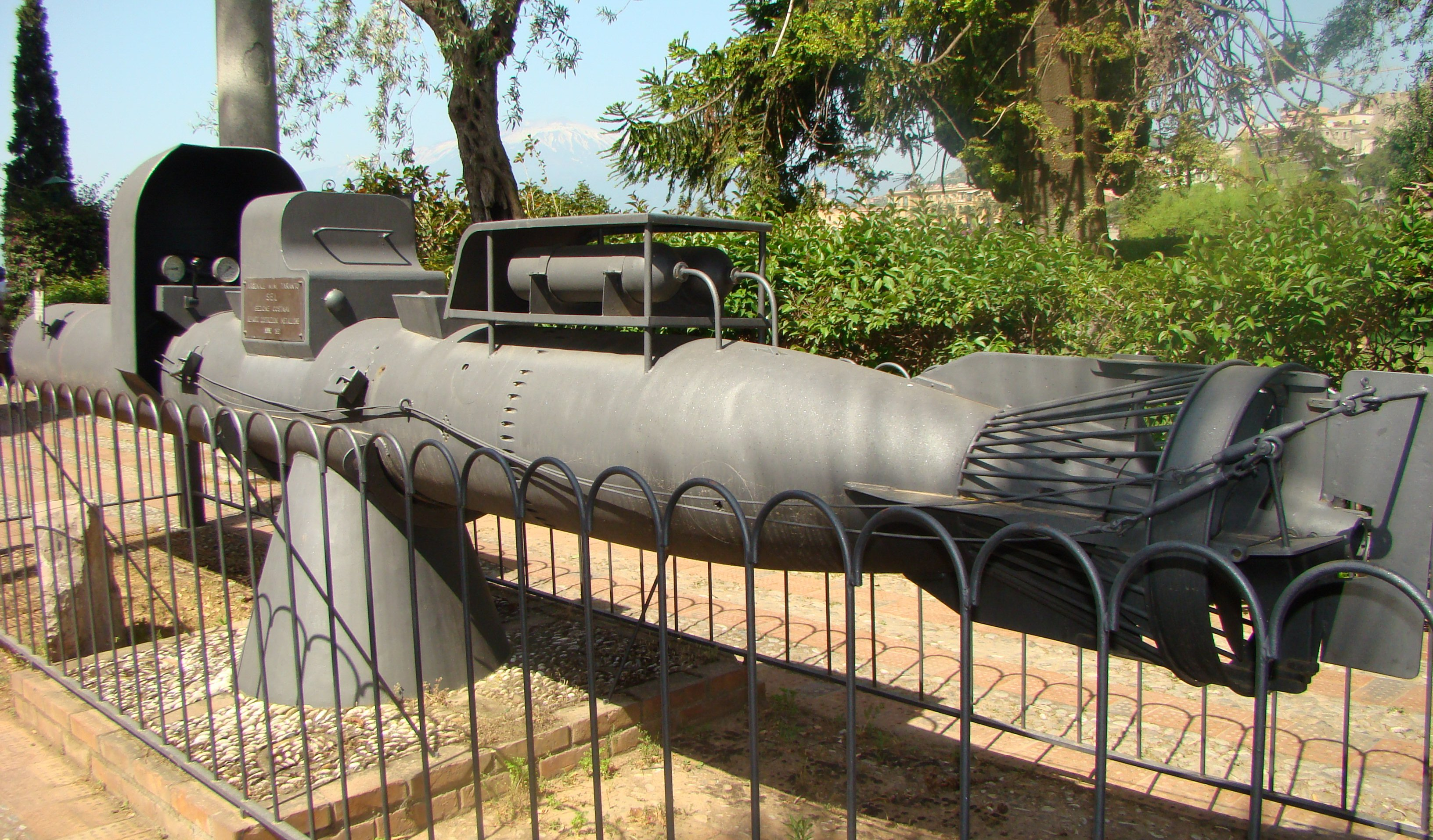
Un type de SLC.

Le plan opérationnel prévoyait que pendant la nuit un SLC ferait sauter les défenses du Fort Saint-Elme qui fermait le port de La Valette, et immédiatement après les petits bateaux devaient pénétrer dans le passage et frapper les navires à l'ancre. L'autre SLC était censé attaquer les sous-marins britanniques dans le port. Les Britanniques, ayant détecté les bateaux italiens lorsqu'ils étaient à 14 milles de la côte grâce au radar terrestre, étaient en état d'alerte avec leur artillerie de défense côtière.

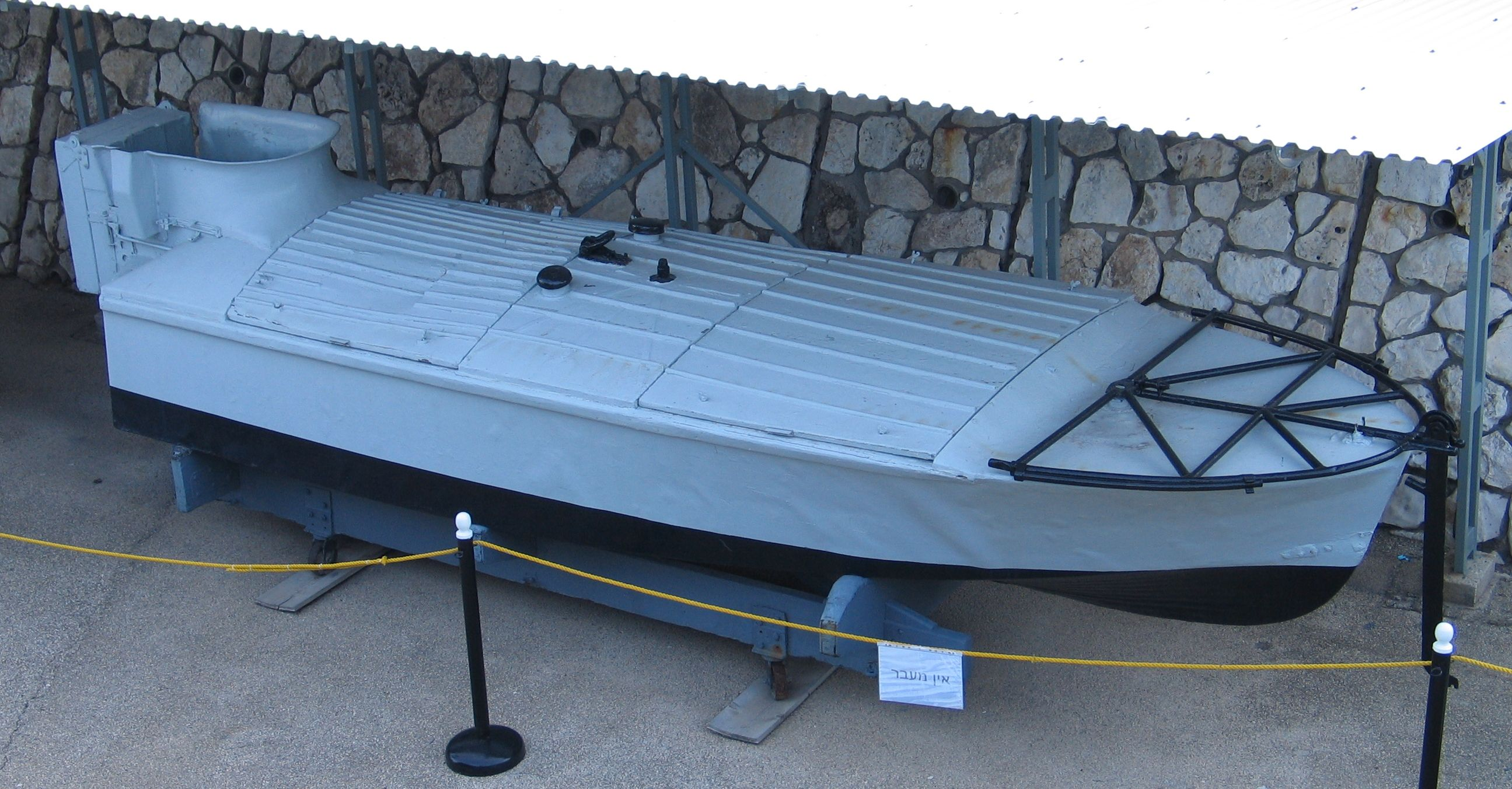
Type de bateau explosif MTM.

L'attaque initiale des défenses a dû être menée par le major Tesei, fondateur du groupe, qui, compte tenu du retard accumulé en raison des différentes pannes des véhicules, a emmené son SLC avec le second chef de plongée Alcide Pedretti pour faire sauter les obstructions. Comme les défenses de l'île étaient entrées en état d'alerte grâce aux observations radar, le major Tesei s'est fait exploser avec son véhicule, envoyant le Siluro a Lenta Corsa à explosion immédiate, provoquant l'effondrement d'une partie du pont tournant de Saint-Elme. À ce moment-là le MTM-2 de Frassetto et le MTM-3 de Carabelli se dirigèrent contre le pont, sautant en l'air, mais obstruant également le passage.
Puis les commandos se sont jetés contre l'entrée, mais beaucoup ont été fauchés par les positions qui défendaient l'embouchure de l'une des deux baies qui composent le port, Marsamuscetto (Marsamxett en maltais, l'autre est le Grand Port, ou Porto Grande) ; deux d'entre eux, Costa et Barla, débarqués sur la côte maltaise, ont été capturés, ainsi que Frassetto, qui est tombé à l'eau.
Enfin, à l'aube, trente avions de combat britanniques Hawker Hurricane des 126e, 185e et 251e Escadron ont décollé des aéroports de l'île (Ħal Far et Ħal Luqa). Ils ont identifié les navires de soutien italiens et les ont frappés violemment, faisant également de nombreux morts et blessé, y compris Moccagatta, malgré l'opposition des dix Macchi M.C.200 de la 54e Escadre. Le Mas 451 a été détruit et neuf membres d'équipage capturés.
Dans la bataille aérienne, selon les Italiens, trois Hurricanes ont été abattus contre deux Macchi, tandis que les Britanniques ont affirmé avoir abattu trois Macchi, perdant un seul Hurricane.

## Résultat et conséquences
Le bilan global de l'action était de 15 morts, 18 prisonniers et la perte de deux MAS, deux SLC, huit MTM et un MTL pour la Regia Marina, et deux chasseurs Macchi 200 avec leurs pilotes pour la Regia Aeronautica. Parmi les participants directs au raid, seuls onze MAS 452 naufragés, transbordés sur le MTSM qu'ils remorquaient, ont réussi à atteindre l'aviso Diana au large de Capo Passero et de là Augusta. C'est le seul fait d'armes pour lequel le plus grand nombre de médailles d'or pour la vaillance militaire a été décerné.
Le sous-gouverneur de Malte, Sir Edward Jackson, se souvenant de l'épisode du 4 octobre 1941 écrivait : En juillet dernier, les Italiens ont mené une attaque avec une grande détermination pour entrer dans le port, en utilisant des MAS et des « torpilles humaines » armées par des « escadrons-suicides » (…). Cet exploit exigeait les plus hautes qualités de courage personnel.